# Josef Mareš (poslanec Českého zemského sněmu)
Josef Mareš (26. dubna 1860 Zdice – 15. prosince 1925 Zdice) byl rakouský a český rolník a politik, na přelomu 19. a 20. století poslanec Českého zemského sněmu.

## Biografie
Vystudoval vyšší reálku a obchodní školu v Praze. Věnoval se obchodu, ale když zemřel jeho bratr, musel Josef Mareš ve věku 24 let převzít správu zemědělského hospodářství. Zasedal v zemské zemědělské radě, byl náměstkem okresního starosty v Hořovicích (uváděn i jako okresní starosta) a předsedou okresního hospodářského spolku. Patřil mu statek čp. 13 ve Zdicích, kde rod Marešů sídlil po více než 100 let. Josef Mareš nechal usedlost rozšířit, přidal k ní velký sad a přestavěl obytné i hospodářské objekty. Po jeho smrti statek přešel na jeho zetě, ředitele cukrovaru Ing. Eduarda Gutwirta (1879–1965). Zasedal v městské radě ve Zdicích. Byl členem kuratoria hospodářské školy v Hořovicích.
V 90. letech 19. století se zapojil i do zemské politiky. Ve volbách v roce 1895 byl zvolen v kurii venkovských obcí (volební obvod Hořovice) do Českého zemského sněmu. Politicky patřil k mladočeské straně. Uspěl zde i ve volbách v roce 1901.
Zemřel v prosinci 1925.